# Trần Kim Thạch
Trần Kim Thạch (1937–2009) là một trong những nhà địa chất hàng đầu của Việt Nam  và là nhà khoa học nổi tiếng ở Việt Nam và thế giới. Ông cũng là người có công lớn góp phần vào việc đặt nền móng nghiên cứu, giảng dạy và phát triển hiệu quả về địa chất tại miền Nam Việt Nam liên tục trong suốt 45 năm qua (1964–2009). Ông được giới chuyên môn xem là một trong số ít những cây đại thụ  của ngành địa chất Việt Nam.

## Tiểu sử
Giáo sư tiến sĩ Trần Kim Thạch sinh ngày 01/01/1937 tại làng Nam Ô, quận Hòa Vang (nay là quận Liên Chiểu), thành phố Đà Nẵng trong một gia đình là dòng dõi hậu duệ Nhà Trần di cư vào Đà Nẵng từ khoảng thế kỷ XVI. Nội tổ là cụ Trần Đình Liệu làm quan triều Nguyễn. Cha là nhà giáo – nhà trí thức Trần Kim Bảng (bút hiệu Thiên Giang) và cô ruột là nhà giáo Trần Thị Hợp Phố (bút danh Hợp Phố) là những nhà giáo nổi tiếng với các trước tác về giáo dục thanh niên, thiếu niên từ trước năm 1975 ở Miền Nam. Cha của ông cũng là anh em "cột chèo" với giáo sư tiến sĩ âm nhạc Trần Văn Khê và học giả miền Nam Hồ Hữu Tường.
- 1955: Đỗ tú tài toàn phần. Cựu học sinh trung học Petrus Ký (Sài Gòn)
- 1958: Cử nhân Vạn vật học (sinh – địa) Khoa học Đại học đường Sài Gòn
- 1960: Tốt nghiệp Cao học Vạn vật học Khoa học Đại học đường Sài Gòn và được học bổng toàn phần của Tập đoàn Dầu khí Shell đi du học tại Vương quốc Anh.
- 1964: Tốt nghiệp tiến sĩ tối danh dự tại Viện Nghiên cứu Trầm tích học thuộc Đại học Reading (Anh) lúc mới 27 tuổi.
- 1964–1974: Giảng dạy với tư cách giảng viên (1964), giáo sư ủy nhiệm (1970) & giáo sư thực thụ (1972) tại Khoa học Đại học đường Sài Gòn và được bầu làm Trưởng ban Địa chất thuộc trường đại học này. Ông cũng là người Việt đầu tiên được giao chức vụ Trưởng ban khoa học của một trong những trường đại học hàng đầu của Miền Nam lúc ấy.
- 1973–1975: Tổng thư ký Hội Địa chất Địa lý Miền Nam Việt Nam.
- 1975–1976: Phó Ban lãnh đạo Đại học Khoa học Sài Gòn (Phó hiệu trưởng).
- 1976–1985: Giáo sư,Trưởng khoa Địa chất của Trường Đại học Tổng hợp thành phố Hồ Chí Minh.
- 1986–2003: Giáo sư Trường đại học Khoa học Tự nhiên[2] (Đại học Quốc gia thành phố Hồ Chí Minh). Phụ trách bộ môn trầm tích.

Ông nghỉ hưu từ năm 2003 nhưng vẫn làm việc nghiên cứu địa chất, biên soạn sách cho tới ngày mất. Ông mất ngày 28/7/2009 tại TP.Hồ Chí Minh

## Tham gia các tổ chức hiệp hội
- Được Nhà nước tái công nhận chức danh Giáo sư ngành Địa chất học (1980)
- Thành viên Hội đồng Quốc gia chỉ đạo biên soạn Từ điển bách khoa Việt Nam
- Thành viên hoạt động của Viện Hàn lâm khoa học New York – Mỹ (1993)
- Viện sĩ Viện Hàn lâm khoa học New York– Mỹ (1993)
- Thành viên Hiệp hội Dầu khí Quốc gia Mỹ (AAPG – 1993)
- Phó chủ tịch Liên hiệp các Hội Khoa học kỹ thuật TP.Hồ Chí Minh (1983–1998)
- Thành viên Ban Cố vấn khoa học của Chính phủ thời cố Thủ tướng Võ Văn Kiệt và cựu Thủ tướng Phan Văn Khải (1990–2003).
- Được tặng thưởng Huy chương 30 năm Vì sự nghiệp Giáo dục và Đào tạo và nhiều bằng khen giấy khen của Chính phủ, chính quyền các cấp. Được đề nghị xét truy tặng danh hiệu Nhà giáo nhân dân.

## Hoạt động chuyên môn

### Hướng nghiên cứu khoa học chính
Nghiên cứu lĩnh vực địa chất miền Nam Việt Nam. Địa chất thủy điện Trị An. Địa chất trầm tích đồng bằng sông Cửu Long. Nghiên cứu polyme hóa đất thành đá để làm vật liệu xây dựng, nền móng đê đập với chất lượng tốt và giá thành hạ. Nghiên cứu tài nguyên và môi trường trầm tích ứng dụng cho quy hoạch nông lâm thủy sản của Nam Bộ.

### Kinh nghiệm và kết quả đào tạo
Kinh nghiệm giảng dạy các môn học: Địa tầng cấu trúc địa chất, thạch học & trầm tích học. Phân tích đánh giá các vùng bồn trũng chứa dầu. Phân tích và giải đoán ảnh hàng không, ảnh vệ tinh. Lập bản đồ địa chất tỷ lệ 1: 50.000,1: 100.000 các tỉnh phía Nam Việt Nam. Kinh nghiệm chuyên sâu về trầm tích miền Tây Nam bộ; thuyết kiến tạo mảng  (Thuyết trôi dạt lục địa); địa chất kinh tế và ứng dụng...
Đào tạo học thuật: Trong vòng 9 năm trước ngày giải phóng (30/4/1975), giáo sư Thạch đã hướng dẫn và giúp 11 nghiên cứu sinh bảo vệ thành công luận án tiến sĩ và đã hướng dẫn cho hơn 60 nghiên cứu sinh cao học khác. Sau năm 1976 ông tiếp tục giảng dạy đào tạo hàng chục ngàn sinh viên hoặc giúp đỡ nhiều sinh viên tốt nghiệp cử nhân địa chất tiếp tục học lên cao học. Nhiều người trong số họ nay đã là giáo sư, phó giáo sư, tiến sĩ, thạc sĩ địa chất giỏi, có tên tuổi.

## Công trình, đề tài khoa học tiêu biểu
- Nghiên cứu địa chất vùng xung quanh Đà Nẵng (1960)
- Về sự biến chất tiếp xúc ở Bình An – Biên Hòa và bản chất của các trầm tích ở vùng chân núi (1964, nghiên cứu với Bùi Minh Đức, Nguyễn Đức Tiến)
- Về cấu trúc của sự thoát nước trong các khe nứt do nắng (1965)
- Tính chất và nguồn gốc của cát ở bãi biển Thuận An (1964–1965[5], nghiên cứu với Lê Văn Tiết)
- Các vấn đề và suy gẫm về thạch địa tầng của vùng giữa Quảng Trị và Quảng Ngãi (1966)
- Về đặc tính trầm tích học của lòng sông cổ sông Đồng Nai ở phía tây Châu Thới – Biên Hòa (1966)
- Minh chứng của các chuyển động Pleistocene ở Biên Hòa (1966, nghiên cứu với Đinh Thị Kim Phụng)[[6]
- Đôi nét về kiến tạo, sự tạo đá và phong hóa của các thành tạo antracolit xung quanh thành Huế (1966, nghiên cứu chung với Võ Văn Triều)
- Sự trầm tích của hydroxyd feric ở vùng xung quanh Biên Hòa (1967, nghiên cứu với Lê Thạch Tiết)
- Một số ý kiến về cơ cấu kiến tạo của các tỉnh phía Nam (1977)
- Mô hình trầm tích đất giồng Holoxen ở đồng bằng sông Cửu Long (1980, nghiên cứu với Nguyễn Hữu Phước)
- Trầm tích cổ ở Việt Nam, Đông Dương và Đông Nam Á từ thời Cambri trở về sau (1980, nghiên cứu với Phù Ngọc, Hứa Văn Hoàng)
- Địa chất khu đập thủy điện Trị An (1980)
- Một số khoáng sản trong và ngoài TP. Hồ Chí Minh (1982)
- Báo cáo về cấu trúc địa chất Miền Nam Việt Nam (1986)
- Điều tra cơ bản tổng hợp đồng bằng sông Cửu Long (1987)
- Đồng vị thủy văn Nam Bộ (1993)
- Điều tra môi trường tự nhiên của khu kinh tế mở Chu Lai (1995)
- Tài nguyên nước khoáng giải khát miền Nam (1995)
- Sự hóa đá trong trầm tích thiên nhiên (2007)
- Polymer hóa vô cơ: đóng rắn đất bở rời cho Nam Bộ (1994–2009)[7]

## Tác phẩm khoa học tiêu biểu
Các sách tiêu biểu gồm:
- Cơ bản địa chất học (Nhà xuất bản Lửa Thiêng, 1964)
- Đất đá kỹ nghệ Miền Nam (Nhà xuất bản Lửa Thiêng, 1966, viết chung với Lê Quang Xáng)
- Khoáng sản Miền Nam (Nhà xuất bản Lửa Thiêng, 1968)
- Địa chất học thực hành (Nhà xuất bản Lửa Thiêng, 1970, viết chung Nguyễn Văn Vân và Lê Quang Xáng)
- Lịch sử thành lập đất Việt (Nhà xuất bản Lửa Thiêng, 1970, viết chung với Lê Quang Xáng, Lê Thị Đính)
- Lịch sử địa cầu, Sài Gòn: Việt Khoa, 1971 (Nhà xuất bản Tổng hợp Thành phố Hồ Chí Minh tái bản, 2006)
- Biên khảo về người tiền sử thế giới và Việt Nam, Sài Gòn: Nhà xuất bản Lửa thiêng, 1971 (Nhà xuất bản Tổng hợp Thành phố Hồ Chí Minh tái bản, 2005)
- Dầu hỏa Miền Nam Việt Nam (Nhà xuất bản Lửa Thiêng, 1972)
- Địa cầu trong không gian và thời gian (Nhà xuất bản Lửa Thiêng, 1972)
- Cổ sinh vật học(Nhà xuất bản Lửa Thiêng, 1972, viết chung với Lê Thị Đính, Lê Quang Xáng)
- Đường lên Hỏa tinh, Sài Gòn: Nhà xuất bản Lửa Thiêng, 1973
- Dấu ấn văn hóa từ đất đá (Nhà xuất bản Trẻ 2001)
- Kim cương (Nhà xuất bản Trẻ, 2002)
- Địa chất dầu khí (Dịch từ tác phẩm của Rick Wilkinson/Đại học Quốc gia TP.HCM xuất bản, 2002)
- Chu Lai, một lối vào thế kỷ 21 của Việt Nam (Nhà xuất bản Trẻ, 2003)
- Thương pháp Đào Chu Công (2003, chưa xuất bản)
- Bí mật vũ trụ (Nhà xuất bản Trẻ, 2006)